# 당진 영랑사 범종
당진 영랑사 범종(唐津 影浪寺 梵鐘)은 대한민국 충청남도 당진시 고대면, 영랑사에 있는 조선시대의 범종이다. 1984년 5월 17일 충청남도의 문화재자료 제221호로 지정되었다.

## 개요
법당 안에서 예불을 드릴 때 사용할 목적으로 만들어진 높이 78cm, 입 지름 52cm의 조선시대 종이다.
영조 24년(1748)에 주조된 것이라는 명문이 남아있으며, 종 아래쪽에는 시주한 사람들의 이름이 빙 둘러 기록되어 있다.
이 종은 일본 침략 때 경찰에 빼앗겼던 것을, 그 당시 주지였던 취암스님의 의지로 결국 되돌려 받았다고 전해오고 있다.

## 같이 보기
- 영랑사
- 당진 영랑사 대웅전 - 충청남도 유형문화재 제15호

## 참고 자료
- 영랑사범종 - 국가유산청 국가유산포털